# Camille Saint-Saëns
Charles Camille Saint-Saëns (wym. [ʃaʁl kamij sɛ̃sɑ̃s]) (ur. 9 października 1835 w Paryżu, zm. 16 grudnia 1921 w Algierze) – francuski kompozytor, wirtuoz fortepianu i organów, a także dyrygent własnych utworów. Innowacyjnie stosował złożoną instrumentację. Tworzył w duchu romantyzmu.

## Życiorys
Urodził się w Paryżu i był uznawany za cudowne dziecko, ponieważ w wieku 2 lat zaczął czytać, pisać i pobierał lekcje muzyki. Pierwszy koncert dał w wieku 5 lat, a pierwszą symfonię napisał mając 16 lat. Studiował w Konserwatorium Paryskim, od 1851 u Fromentala Halévy’ego (kompozycja).
W latach 1853–1857 piastował stanowisko organisty w kościele św. Mederyka, a w 1858-1877 – w kościele św. Magdaleny w Paryżu. W tym czasie koncertował też w Europie i Afryce w charakterze dyrygenta, organisty i pianisty. W 1870, podczas wojny francusko-pruskiej, był żołnierzem, pisał też utwory okolicznościowe i koncertował na rzecz rannych. Zrezygnował z pracy kościelnego organisty ze względu na złe traktowanie przez duchowieństwo, niskie wynagrodzenie oraz ograniczenia czasowe, stojące na przeszkodzie rozwijaniu międzynarodowej kariery koncertowej. Po roku 1877 skupił się na koncertowaniu i kompozycji. Był współzałożycielem Société Nationale de Musique (Narodowe Towarzystwo Muzyczne), a także wszechstronnym, utrzymującym intensywne kontakty z wieloma muzykami (Richard Wagner, Ferenc Liszt, Hector Berlioz, Georges Bizet) człowiekiem.
Saint-Saëns był pierwszym kompozytorem francuskim, który otrzymał zamówienie na napisanie utworu na festiwal w Birmingham; również jako pierwszy twórca ze swojego kraju został zaproszony do odbycia trasy koncertowej po Stanach Zjednoczonych (1906, 1915).
W uznaniu wpływu twórczości kompozytora na rozwój francuskiej muzyki symfonicznej w roku 1881 przyznano mu honorowe członkostwo Académie des Beaux Arts. Uniwersytety w Cambridge (1893) i w Oksfordzie (1907) nadały mu tytuł doktora honoris causa.
Oprócz muzyki zajmowały Saint-Saënsa astronomia, archeologia, biologia, ale i poezja (2 tomiki lirycznej osobistej poezji Rimes familières). Był także nauczycielem fortepianu. Do jego uczniów zaliczał się m.in. Gabriel Fauré, który później dokonywał transkrypcji jego utworów. Saint-Saëns odbył wiele podróży (m.in. w 1877 zawitał do Warszawy) i zmarł w trakcie jednej z nich, w Algierze.

## Twórczość
Debiutem kompozytorskim Saint-Saënsa było wykonanie I Symfonii Es-dur op. 2. W twórczości symfonicznej świadomie sięgał do osiągnięć muzyki XVII i XVIII w. Odegrał przy tym znaczącą rolę w kształtowaniu nowej symfoniki francuskiej. Jego koncerty fortepianowe weszły do światowego repertuaru. Oprócz kompozycji symfonicznych pisał też utwory kameralne, fortepianowe, chóralne, pieśni i opery. 
Sam siebie określał mianem eklektyka. Jednak eklektyzm ten w jego kompozycjach, czerpiących z muzyki dawnej i neoklasycyzmu, zaowocował własnym stylem, brzmiącym szczególnie wyraziście w III Symfonii. Do tradycyjnego instrumentarium orkiestry kompozytor dodał organy i fortepian, co sprawia, że symfonia ta ma niepowtarzalny charakter. Spośród twórczości operowej kompozytora do dziś wykonuje się Samsona i Dalilę.

## Odznaczenia
- Legia Honorowa (kawaler 1868, oficer 1884, komandor 1894, wielki oficer 1900, krzyż wielki 1913)[2]
- Order Pour le Mérite (Prusy, 1901)[3]
- Komandor Królewskiego Orderu Wiktoriańskiego (Wielka Brytania, 1902)[4]

## Wybrane utwory

### Koncertyinstrumentalne i utwory o charakterze koncertującym

#### Koncerty fortepianowe
- I Koncert fortepianowy D-dur op. 17 (1858)
- II Koncert fortepianowy g-moll op. 22 (1868)
- III Koncert fortepianowy Es-dur op. 29 (1869)
- IV Koncert fortepianowy c-moll op. 44 (1877)
- V Koncert fortepianowy F-dur "Egipski" op. 103 (1896)

#### Koncerty skrzypcowe
- I Koncert skrzypcowy A-dur op. 20 (1859) – utwór dedykowany Pablowi Sarasatemu
- Introdukcja i rondo capriccioso a-moll na skrzypce i orkiestrę op. 28 (1863) – utwór dedykowany Pablowi Sarasatemu
- III Koncert skrzypcowy h-moll op. 61 (1880) – utwór dedykowany Pablowi Sarasatemu
- Havanaise na skrzypce i orkiestrę op. 83 (1887)

#### Koncertywiolonczelowe
- I Koncert wiolonczelowy a-moll op. 33 (1872)
- II Koncert wiolonczelowy d-moll op. 119 (1902)

#### Inne koncerty
- Morceau de concert op. 154 na harfę i orkiestrę (1918, wyd. 1919)

### Poematy symfoniczne
- Kołowrotek Omfalii (Le Rouet d'Omphale) op. 31 (1869)
- Phaéton op. 39 (1873)
- Taniec szkieletów (Danse macabre) op. 40 (1874, premiera 24 stycznia 1875)

### Dzieła sceniczne
- Samson i Dalila (1877)

### Pozostałe utwory orkiestrowe
- III Symfonia c-moll "Organowa" op. 78 (1886)

### Utworykameralne
- Sonata na skrzypce i fortepian op. 75 (1885)
- Karnawał zwierząt (Le Carnaval des animaux) (1886) – utwór określony przez kompozytora jako fantazja zoologiczna, cykl czternastu miniatur, z których każda wykonywana jest przez inny skład wykonawców
- Sonata na skrzypce i fortepian op. 102 (1896)
- Fantaisie op. 124 na skrzypce i harfę (1907)
- Sonata na obój i fortepian op. 166 (1921)
- Sonata na klarnet i fortepian op. 167 (1921)
- Sonata na fagot i fortepian op. 168 (1921)

### Inne
- Oratorium na Boże Narodzenie